# Alice Aprot
Alice Aprot Nawowuna (2 januari 1994) is een Keniaanse atlete, die is gespecialiseerd in de lange afstand. Ze nam eenmaal deel aan de Olympische Spelen, maar behaalde bij die gelegenheid geen medailles. Haar sterkste onderdelen zijn het veldlopen en de 10.000 m. Op beide onderdelen werd ze eenmaal Afrikaans kampioene en Keniaans kampioene.

## Biografie
Aprot begon als tiener met veldlopen. Ze maakte haar internationale debuut op zestienjarige leeftijd door in 2010 negende te worden bij de wereldkampioenschappen veldlopen in het Poolse Bydgoszcz. Later dat jaar behaalde ze een bronzen medaille op de 5000 m bij de wereldkampioenschappen voor junioren in Moncton.
In 2015 nam Aprot deel aan de Afrikaanse Spelen in Brazzaville op zowel de 5000 m als de 10.000 m. Op de 10.000 m won ze een gouden medaille. Op de 5000 m was ze eveneens succesvol door het brons te veroveren. In 2016 begon ze het jaar door Afrikaanse kampioene te worden op de 10.000 m. Met een tijd van 30.26,94 versloeg haar beide landgenotes Jackline Chepngeno (zilver; 31.27,7) en Joyciline Jepkosgei (brons; 31.28,3). Op de Olympische Spelen van Rio de Janeiro dat jaar kwam ze uit op de 10.000 m. Met een tijd van 29.53,51 eindigde ze op een vierde plaats en verbeterde hiermee haar persoonlijke record. De wedstrijd werd gewonnen door de Ethiopische Almaz Ayana, die met 29.17,45 het wereldrecord ruimschoots verbeterde.
Alice Aprot is in Nederland geen onbekende. Zo won ze de Dam tot Damloop (2016) en de Tilburg Ten Miles (2016).

## Titels
- Afrikaanse Spelen kampioene 10.000 m - 2015
- Afrikaans kampioene 10.000 m - 2016
- Afrikaans kampioene veldlopen - 2016
- Keniaans kampioene 10.000 m - 2016
- Keniaans kampioene veldlopen - 2016

## Persoonlijke records
Baan
| Onderdeel | Prestatie | Datum            | Plaats         |
| --------- | --------- | ---------------- | -------------- |
| 3000 m    | 8.53,55   | 9 mei 2014       | Doha           |
| 5000 m    | 14.39,56  | 9 september 2016 | Brussel        |
| 10.000 m  | 29.53,51  | 12 augustus 2016 | Rio de Janeiro |

Weg
| Onderdeel    | Prestatie | Datum             | Plaats  |
| ------------ | --------- | ----------------- | ------- |
| 10 km        | 31.02     | 11 oktober 2015   | Berlijn |
| 15 km        | 48.23     | 18 september 2016 | Zaandam |
| 10 Eng. mijl | 51.59     | 18 september 2016 | Zaandam |

## Palmares

### 5000 m
- 2010:  WK U20 in Moncton - 15.17,39
- 2010: 5e DN Galan - 15.16,74
- 2015: 4e Keniaanse kamp. in Nairobi - 15.37,1
- 2015: 5e Keniaanse WK Trials in Nairobi - 15.51,79
- 2015:  Afrikaanse Spelen - 15.31,82

### 10.000 m
- 2015:  Afrikaanse Spelen - 31.24,18
- 2016:  Keniaanse kamp. in Nairobi - 31.40,99
- 2016:  Afrikaanse kamp. in Durban - 30.26,94
- 2016: OS - 29.53,51

### 10 km
- 2014:  Nairobi Diamond Run - 31.46
- 2015:  ASICS Grand in Berlijn - 31.02
- 2016:  Würzburger Residenzlauf - 32.14
- 2016:  Tilburg Ten Miles - 31.34
- 2018: 5e Tilburg Ten Miles - 32.42

### 10 Eng. mijl
- 2016:  Dam tot Damloop - 51.59

### veldlopen
- 2011: 5e Afrikaanse jeugdkamp. in Cape Town - 20.12
- 2014:  Afrikaanse kamp. in Kampala - 25.46,5
- 2015: 5e Keniaanse kamp. in Nairobi - 26.34
- 2016:  Antrim International Cross Challenge - 18.05
- 2016:  Keniaanse kamp. in Nairobi - 31.13
- 2016:  Afrikaanse kamp. in Yaoundé - 29.52